# ایزاک بکره
ایزاک بکره (انگلیسی: Isaac Becerra؛ زادهٔ ۱۸ ژوئن ۱۹۸۸) بازیکن فوتبال اهل اسپانیا است.
از باشگاه‌هایی که در آن بازی کرده‌است می‌توان به باشگاه فوتبال اسپانیول، باشگاه فوتبال رئال مادرید، باشگاه فوتبال ژیرونا، باشگاه فوتبال رئال وایادولید، باشگاه فوتبال پانیونیوس، باشگاه فوتبال رئال مادرید کاستیا، و باشگاه فوتبال بارسلونا اشاره کرد.
وی همچنین در تیم‌های ملی فوتبال زیر ۱۹ سال اسپانیا و کاتالونیا بازی کرده‌است.